# Morze epikontynentalne

Morze Bałtyckie – przykład morza epikontynentalnego

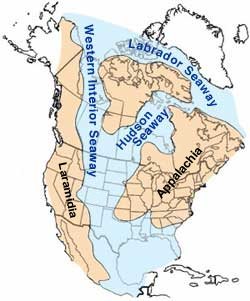
Kredowe morza epikontynentalne w Ameryce Północnej

Morze epikontynentalne – płytkie morze pokrywające obszar bloku kontynentalnego. Powstawanie mórz epikontynentalnych wiąże się z transgresją morza, występującą często wraz z zakończeniem epoki lodowcowej lub z okresem intensywnego rozszerzania się oceanów.
Współczesne przykłady mórz epikontynentalnych to Morze Bałtyckie i Zatoka Hudsona. Termin bywa stosowany również do określenia mórz znajdujących się na szelfie, jak na przykład Morze Północne.

## Wielkie morza epikontynentalne
Od środkowej jury po oligocen Europę (wraz z Ameryką Północną) oddzielało od Azji rozległe Morze Turgajskie (Zachodniosyberyjskie), rozdzielając żyjące na tych kontynentach populacje zwierząt. Z tego powodu w Europie generalnie nie spotyka się m.in. pospolitych w Azji dinozaurów rogatych − ceratopsów (choć znane są wyjątki, jak ajkaceratops).
W erze mezozoicznej w Ameryce Północnej kolejne transgresje mórz z północy zalewały rozległe obszary Wielkich Równin. Tworzyły się duże, ale płytkie zbiorniki takie jak Morze Sundance (transgresja z obszaru Oceanu Spokojnego, środkowa i późna jura) i Morze Mowry (z obszaru Oceanu Arktycznego, wczesna kreda), a w późnej kredzie ustaliło się długotrwałe połączenie wód Oceanu Arktycznego i Zatoki Meksykańskiej: Morze Środkowego Zachodu (ang. Western Interior Seaway).
Obecnie żyjemy w okresie interglacjału, ale klimat na Ziemi jest w ogólności dużo chłodniejszy niż np. za czasów dinozaurów, kiedy nie istniały czapy polarne. Wiąże się to także z brakiem wielkich mórz epikontynentalnych, choć można znaleźć przykłady mniejszych zbiorników o tym charakterze, np. Zatoka Hudsona.

### Morza epikontynentalne na terenie Polski

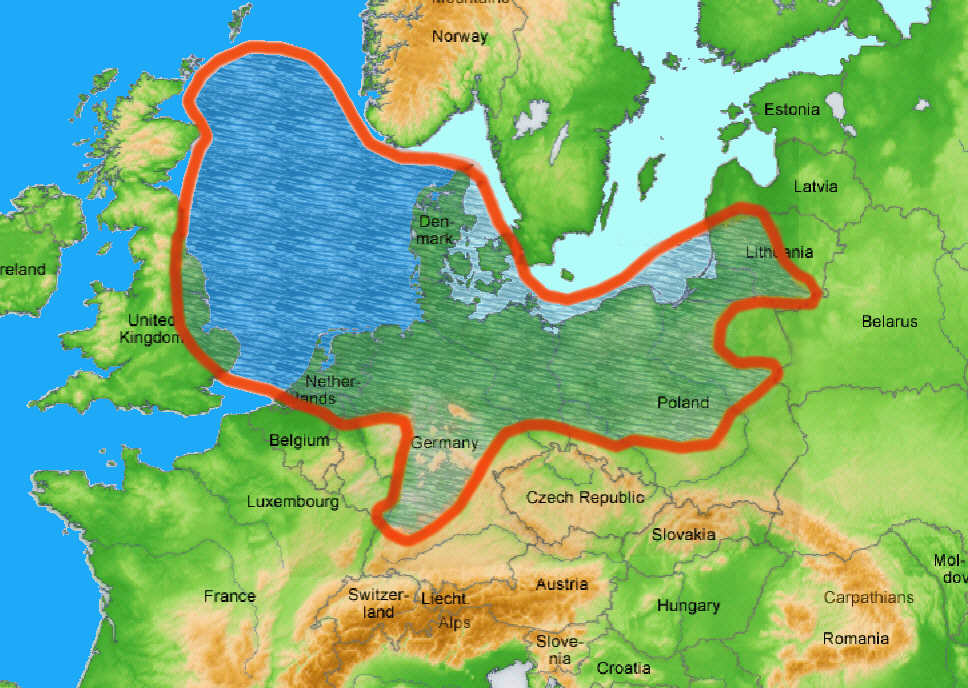
Morze Cechsztyńskie

Tereny Polski były w różnych okresach zalewane przez płytkie morza. W okresie permu Morze Cechsztyńskie pozostawiło liczne osady (cechsztyn) na obszarze Niżu Polskiego. Niewykluczone, że morze to na wschodzie miało połączenie z oceanem Paleotetydy. W erze mezozoicznej ponownie znaczne obszary Polski znalazły się pod wodą, z tego też powodu skamieniałości dinozaurów znajdowane są na niewielu stanowiskach (tropy w Górach Świętokrzyskich, kości pod Krasiejowem).